# 몌이 공항
몌이 공항(버마어: မြိတ် လေဆိပ် 몌이 레제이)은 미얀마 떠닝따이도의 몌이에 있는 공항이다.